# Aš-Šarkíja
Aš-Šarkíja (arabsky الشرقية‎ ) je oblast (arabsky manatiq‎ ) na východě státu Omán. Východní pobřeží omílá Arabské moře, jež je součástí Indického oceánu. Nejvýznamnějšími městy oblasti jsou Ibra a Súr. K oblasti náleží ostrov Masíra. Do oblasti zasahuje část pohoří al-Hadžar.
Až do roku 2011 byl jedním z nejvyšších územních celků, které tvoří Omán. Sousedil na severu s guvernorátem Maskat, na západě s regionem ad-Dáchílija a na jihu s al-Wusta. V roce 2011 byl Aš-Šarkíja z územně-politického hlediska rozdělen do dvou guvernorátů - Jižní aš-Šarkíja a Severní aš-Šarkíja. Region Aš-Šarkíja sestával z 11 provincií, tzv. vilájetů: al-Kábil, al-Kamíl, Val-Vafí, Bidíja, Dema Va Thajén, Džalan Baní Bú Alí, Džalan Baní Bú Hasan, Ibra, Masíra, Mudhaibi, Súr a Vádí Baní Chálid.